# Куштановиця
Куштано́виця — село в Україні, у Закарпатській області, Мукачівському районі.
В східній частині Куштановиці, в урочищі Береги — курганна група яка в 1929—1931 роках досліджувалася Й.Янковичем і Я.Бемом. Кургани відносяться до куштановицької культури VI—III століть до нашої ери. Як відзначає дослідник, кандидат історичних наук Павло Пеняк у статті «Старожитності Закарпаття на сторінках угорських і чесько-словацьких часописів наприкінці ХІХ — на початку XX»: "Протягом 1929—1931 рр. Мукачівським музеєм (Йосиф Янкович) за участю Ярослава Бема проведено розкопки курганного могильника біля с. Куштановиця Мукачівського округу (нині район). Їх результати торкнулися важливої проблеми, яку, починаючи з 90-х рр. ХІХ ст. жваво обговорювали румунські, угорські і польські вчені. Йшлося про появу скіфів у Центральній Європі та їх можливе просування на захід.
Куштановицький могильник і результати його розкопок скрупульозно описані. За концепцією Я. Бема, скіфи, підійшовши до Карпат, розділилися на дві групи: одна пішла в Галичину, а друга перейшла Карпати. Вчений проаналізував скіфські знахідки на річці Марош, які потрапили туди шляхом торгово-обмінних відносин. Він вважав, що вторгнення скіфів у Середню Європу не мало такого впливу, якого йому надають окремі дослідники. Інша річ — Східна Європа, де скіфи проживали тривалий час, створивши самобутню культуру.
Перша згадка 1 січня 1597 рік коли село подарували Шандору Костану.
Церква Введення пр. богородиці. 1902.
Першу згадку про церкву знаходимо в 1692 р. У XVII ст. тут мала бути церква, бо вірники з Підгорян, де не було церкви, ходили в Куштановицю і Кендерешів. У 1870-х роках церква належала до парохії в Підгорянах.
Тепер у селі стоїть типова мурована базиліка з апсидами обабіч нави. Стіни під вежею потріскали, і близько 1961 року вежу довелося переробити, внаслідок чого вона стала вдвічі нижчою. Іконостас до церкви виготовив Іван Павлипіинець.
Поряд — проста каркасна, оббита дошками дзвіниця під бляшаним шатром, з трьома дзвонами, увінчана профільованим дерев'яним хрестом.
Після завершення в 1999 р. будівництва православної церкви греко-католики після 50-річної перерви знову увійшли в свій старий храм.
На свято Введення пр. богородиці, 4 грудня 1999 р. отці Іван Геревич, Гаврило Муха та Гаврило Чечур провели освячення церкви.
В селі знімали фільм «Війна і мир» у 1963 році.

## Населення
Згідно з переписом УРСР 1989 року чисельність наявного населення села становила 852 особи, з яких 387 чоловіків та 465 жінок.
За переписом населення України 2001 року в селі мешкали 763 особи.

### Мова
Розподіл населення за рідною мовою за даними перепису 2001 року:
| Мова       | Відсоток |
| ---------- | -------- |
| українська | 99,08 %  |
| російська  | 0,78 %   |
| білоруська | 0,13 %   |

## Туристичні місця
- В східній частині Куштановиці, в урочищі Береги — курганна група яка в 1929—1931 роках досліджувалася Й.Янковичем і Я.Бемом. Кургани відносяться до куштановицької культури VI—III століть до нашої ери. 
- храм Введення пр. богородиці. 1902
- В селі знімали фільм «Війна і мир» у 1963 році.